# FK 슈퍼리그 2018-19
FK 슈퍼리그 2018-19는 2009년 FK리그를 개막한 이후 2017-18 슈퍼리그와 드림리그 간 승강제를 도입한 이후의 두 번째 시즌으로 11월 17일 단양국민체육센터에서 개막했다.
리그경기는 6개팀이 3번에 걸쳐 라운드 로빈을 치르는 정규라운드 ( 1 ~ 15라운드)와 정규라운드 5등이 진출하는 승강플레이오프로 진행된다.
리그 종료시 우승팀에게는 AFC 풋살 클럽 챔피언십 진출권이 주어지며 최하위 6위는 FK 드림리그 2019-20으로 강등된다.

## FK 슈퍼리그 참가팀
| 클럽          | 첫 리그참가 | 총시즌 | 연고지 | 경기장                              |
| ------------- | ----------- | ------ | ------ | ----------------------------------- |
| 고양 불스     | 2017-18     | 2      | 고양   | 단양국민체육센터 / 횡성국민체육센터 |
| 스타 FS 서울  | 2009-10     | 10     | 서울   | 단양국민체육센터 / 횡성국민체육센터 |
| 예스 구미     | 2009-10     | 10     | 구미   | 단양국민체육센터 / 횡성국민체육센터 |
| 전주 매그     | 2010-11     | 9      | 전주   | 단양국민체육센터 / 횡성국민체육센터 |
| 제천 FS       | 2013-14     | 6      | 제천   | 단양국민체육센터 / 횡성국민체육센터 |
| 판타지아 부천 | 2012-13     | 7      | 부천   | 단양국민체육센터 / 횡성국민체육센터 |

### 외국인 선수
외국인선수 규정은 없으나 보유하고 있는 팀이 있다.
| 클럽      | 선수 1          | 선수 2        |
| --------- | --------------- | ------------- |
| 예스 구미 | Hactor ( 2번 )  | Giovani(97번) |
| 고양 불스 | 정새미 ( 90번 ) |               |

## 리그 순위

### 정규 시즌
| 순위 | 팀명             | 경기수 | 승 | 무 | 패 | 득점 | 실점 | 득실차 | 승점 | 참가자격 및 강등                     |
| ---- | ---------------- | ------ | -- | -- | -- | ---- | ---- | ------ | ---- | ------------------------------------ |
| 1    | 스타 FS 서울 (C) | 15     | 11 | 3  | 1  | 72   | 34   | +38    | 36   | 2019 AFC 풋살 클럽 챔피언십 조별리그 |
| 2    | 전주 매그        | 15     | 8  | 3  | 4  | 58   | 39   | +19    | 27   |                                      |
| 3    | 고양 불스        | 15     | 5  | 5  | 5  | 51   | 59   | -8     | 20   |                                      |
| 4    | 판타지아 부천    | 15     | 4  | 3  | 8  | 55   | 62   | -7     | 15   |                                      |
| 5    | 예스 구미 (O)    | 15     | 4  | 3  | 8  | 52   | 72   | -20    | 15   | FK리그 승강플레이오프 2018-2019      |
| 6    | 제천FS (R)       | 15     | 1  | 7  | 7  | 40   | 62   | -22    | 10   | FK 드림리그 2019-20으로 강등         |

*마지막 업데이트:2019년 3월 28일
*출저:한국풋살연맹
*순위결정방식 : K리그와 동일
*(C) = 우승 , (R) = 강등 , (O) = 플레이오프 승리

## 리그결과

### 1~10라운드
| 원정홈        | 고양 | 구미 | 부천 | 서울 | 전주 | 제천 |
| 고양 불스     |      | 3–6  | 4–4  | 1–3  | 3–7  | 5–5  |
| 예스 구미     | 3–3  |      | 3–7  | 3–6  | 4–2  | 2–2  |
| 판타지아 부천 | 3–3  | 6–4  |      | 3–4  | 6–2  | 3–5  |
| 스타 FS 서울  | 3–5  | 5–3  | 4–1  |      | 3–3  | 4–1  |
| 전주 매그     | 1–2  | 7–2  | 7–0  | 1–4  |      | 6–1  |
| 제천 FS       | 5–5  | 3–3  | 3–3  | 4–4  | 2–3  |      |

2019년 2월 16일까지 치른 모든 경기를 대상으로 함.
출처: 한국풋살연맹
색상: 파랑 = 홈팀 승; 노랑 = 무승부; 빨강 = 원정 팀 승.

### 11~15라운드
| 원정홈        | 고양 | 구미 | 부천 | 서울 | 전주 | 제천 |
| 고양 불스     |      | 5–4  |      | 1–6  | 2–4  |      |
| 예스 구미     |      |      |      | 2–10 |      | 5–3  |
| 판타지아 부천 | 4–6  | 5–6  |      |      |      | 7–2  |
| 스타 FS 서울  |      |      | 6–2  |      | 4–4  | 6–0  |
| 전주 매그     |      | 5–2  | 3–1  |      |      |      |
| 제천 FS       | 1–3  |      |      |      | 3–3  |      |

2019년 3월 24일까지 치른 모든 경기를 대상으로 함.
출처: 한국풋살연맹
색상: 파랑 = 홈팀 승; 노랑 = 무승부; 빨강 = 원정 팀 승.

### 승강플레이오프
FK리그 승강 플레이오프 문서를 참고하십시오
리그 5위는 드림리그 2위와 FK리그 승강 플레이오프 2019를 치러 우승 시 잔류하고 패배 시 강등한다.단 단판 경기로 진행된다.
| 단판 슈퍼리그 vs. 드림리그 2019년 3월 30일 | 예스 구미 (FK 슈퍼리그 5위) | 4 - 4 | 용인 대흥 (FK 드림리그 2위) | 횡성국민체육센터, 횡성 |  |  |
| 14:00 UTC+9                                |                             |       |                             |                        |  |  |
|                                            |                             |       |                             |                        |  |  |

### 강등
FK 슈퍼리그 6위에 머문 제천 FS은 FK 드림리그로 강등되었다.
FK 슈퍼리그 5위를 차지한 예스 구미는 용인대흥FS와 승강 플레이오프를 치러 지면 강등당한다.
| 시즌   | 리그 5위  | 리그 5위 | 리그 6위 | 리그 6위 |
| 시즌   | 구단      | 강등여부 | 구단     | 강등여부 |
| ------ | --------- | -------- | -------- | -------- |
| 2018년 | 예스 구미 | 잔류     | 제천 FS  | 강등     |

## 개인 기록

### 득점 순위 ( 5위까지 )
| 순위 | 이름    | 소속 | 득점 | 경기 |
| ---- | ------- | ---- | ---- | ---- |
| 1    | 이두용  | 부천 | 18   | 14   |
| 2    | 안광수  | 전주 | 17   | 15   |
| 3    | 박정진  | 고양 | 15   | 15   |
| 3    | 조병걸  | 전주 | 15   | 15   |
| 5    | Giovani | 구미 | 14   | 13   |

## 같이 보기
2018 대한민국 풋살 대회
- 1부 FK 슈퍼리그 2018-19
- 2부 FK 드림리그 2018-19
- FK컵 FK컵 2018